# A Bír-lak epizódjainak listája
Ez a lista a Bír-lak epizódjait sorolja föl.

## Évadáttekintés
| Évad | Évad | Részek száma | Részek száma | Eredeti sugárzás     | Eredeti sugárzás | Eredeti adó | Magyar sugárzás | Magyar sugárzás | Magyar adó |
| Évad | Évad | Részek száma | Részek száma | Évadbemutató         | Évadzáró         | Eredeti adó | Évadbemutató    | Évadzáró        | Magyar adó |
| ---- | ---- | ------------ | ------------ | -------------------- | ---------------- | ----------- | --------------- | --------------- | ---------- |
|      | 1.   | 22           | 22           | 1987. szeptember 21. | 1988. május 6.   | ABC         | n. a.           | n. a.           | HBO        |
|      | 2.   | 22           | 22           | 1988. október 14.    | 1989. május 5.   | ABC         | n. a.           | n. a.           | HBO        |
|      | 3.   | 24           | 24           | 1989. szeptember 22. | 1990. május 4.   | ABC         | n. a.           | n. a.           | HBO        |
|      | 4.   | 26           | 26           | 1990. szeptember 21. | 1991. május 3.   | ABC         | n. a.           | n. a.           | HBO        |
|      | 5.   | 26           | 26           | 1991. szeptember 17. | 1992. május 12.  | ABC         | n. a.           | n. a.           | HBO        |
|      | 6.   | 24           | 24           | 1992. szeptember 22. | 1993. május 18.  | ABC         | n. a.           | n. a.           | HBO        |
|      | 7.   | 24           | 24           | 1993. szeptember 14. | 1994. május 17.  | ABC         | n. a.           | n. a.           | HBO        |
|      | 8.   | 24           | 24           | 1994. szeptember 27. | 1995. május 23.  | ABC         | n. a.           | n. a.           | HBO        |

## Epizód

### 1. évad (1987-1988)
| Sor. | Év. | Cím                                                  | Rendező                      | Író                                                                            | Premier              | Nézettség    | Gyártási szám |
| ---- | --- | ---------------------------------------------------- | ---------------------------- | ------------------------------------------------------------------------------ | -------------------- | ------------ | ------------- |
| 1.   | 1.  | Bemutatkozunk (Our Very First Show)                  | Joel Zwick                   | Jeff Franklin                                                                  | 1987. szeptember 22. | 21,70 millió | 101           |
| 2.   | 2.  | Az első éjszaka (Our Very First Night)               | Joel Zwick                   | Jeff Franklin                                                                  | 1987. szeptember 25. | 9,30 millió  | 102           |
| 3.   | 3.  | Első nap az iskolában (The First Day of School)      | Richard Correll              | Lenny Ripps                                                                    | 1987. október 2.     | 9,50 millió  | 103           |
| 4.   | 4.  | A nagymama visszatér (The Return of Grandma)         | Joel Zwick                   | Russell Marcus                                                                 | 1987. október 9.     | 11,40 millió | 104           |
| 5.   | 5.  | Tengeri kaland (Sea Cruise)                          | Tom Trbovich                 | Történet: Lenny Ripps Tévéjáték: Russell Marcus & Jeff Franklin                | 1987. október 16.    | 10,00 millió | 105           |
| 6.   | 6.  | Családi nap (Daddy's Home)                           | Howard Storm                 | Joan Brooker & Nancy Eddo                                                      | 1987. október 30.    | 10,60 millió | 106           |
| 7.   | 7.  | Apa nagy műsora (Knock Yourself Out)                 | Joel Zwick                   | Jeff Franklin                                                                  | 1987. november 6.    | 10,90 millió | 107           |
| 8.   | 8.  | Jesse tanítványa (Jesse's Girl)                      | Jeff Franklin & Don Van Atta | Jeff Franklin                                                                  | 1987. november 13.   | 10,10 millió | 108           |
| 9.   | 9.  | Varázslatos hálaadás (The Miracle of Thanksgiving)   | Peter Baldwin                | Jeff Franklin & Russell Marcus                                                 | 1987. november 20.   | 10,30 millió | 109           |
| 10.  | 10. | Joey próbaterme (Joey's Place)                       | Don Barnhart                 | Történet: Russell Marcus Tévéjáték: Jeff Franklin & Lenny Ripps                | 1987. december 4.    | 9,80 millió  | 110           |
| 11.  | 11. | Apa harminc éve (The Big Three-O)                    | Howard Storm                 | Gene Braunstein & Bob Perlow                                                   | 1987. december 11.   | 9,50 millió  | 111           |
| 12.  | 12. | Családi tévészereplés (Our Very First Promo)         | Richard Correll              | Történet: Russell Marcus & Ron Morgrove Tévéjáték: Lenny Ripps & Arthur Silver | 1987. december 18.   | 9,80 millió  | 112           |
| 13.  | 13. | Testvéri szeretet (Sisterly Love)                    | Lee Shallat                  | Lenny Ripps                                                                    | 1988. január 8.      | 12,70 millió | 113           |
| 14.  | 14. | Egy fél Love Story (Half a Love Story)               | Howard Storm                 | Jeff Franklin & Russell Marcus                                                 | 1988. január 15.     | 13,00 millió | 114           |
| 15.  | 15. | Himlő otthon (A Pox in Our House)                    | Joel Zwick                   | Lenny Ripps                                                                    | 1988. január 29.     | 10,90 millió | 115           |
| 16.  | 16. | De tényleg! (But Seriously, Folks)                   | Joel Zwick                   | Russell Marcus                                                                 | 1988. február 5.     | 12,50 millió | 116           |
| 17.  | 17. | Danny első randija (Danny's Very First Date)         | Joel Zwick                   | Jeff Franklin                                                                  | 1988. február 12.    | 11,70 millió | 117           |
| 18.  | 18. | Csak egy srác (Just One of the Guys)                 | Lee Shallat                  | Lenny Ripps                                                                    | 1988. március 4.     | 14,20 millió | 118           |
| 19.  | 19. | 7 hónap ITCH, 1. rész (The Seven-Month Itch, Part 1) | Lee Shallat                  | Jeff Franklin                                                                  | 1988. március 11.    | 12,40 millió | 119           |
| 20.  | 20. | 7 hónap ITCH, 2. rész (The Seven-Month Itch, Part 2) | Russ Petranto                | Történet: Rob Edwards & Russell Marcus Tévéjáték: Kim Weiskopf & Lenny Ripps   | 1988. március 18.    | 12,00 millió | 120           |
| 21.  | 21. | Őrült lóvé (Mad Money)                               | Jeff Franklin                | Rob Edwards                                                                    | 1988. április 29.    | 11,70 millió | 121           |
| 22.  | 22. | D.J. Tanner szabija (D.J. Tanner's Day Off)          | Joel Zwick                   | Kim Weiskopf & Michael S. Baser                                                | 1988. május 6.       | 10,30 millió | 122           |

### 2. évad (1988-1989)
| Sor. | Év. | Cím                                                          | Rendező         | Író                                                                                    | Premier            | Nézettség    | Gyártási szám |
| ---- | --- | ------------------------------------------------------------ | --------------- | -------------------------------------------------------------------------------------- | ------------------ | ------------ | ------------- |
| 23.  | 1.  | Fényes belépő (Cutting It Close)                             | Joel Zwick      | Jeff Franklin                                                                          | 1988. október 14.  | 21,10 millió | 201           |
| 24.  | 2.  | Tanner Gibbler ellen (Tanner vs. Gibbler)                    | John Bowab      | Lenny Ripps                                                                            | 1988. október 21.  | 22,30 millió | 202           |
| 25.  | 3.  | Ez nem az én dolgom (It's Not My Job)                        | Joel Zwick      | Jeff Franklin                                                                          | 1988. október 28.  | 20,80 millió | 203           |
| 26.  | 4.  | D.J. legelső lova (D.J.'s Very First Horse)                  | Lee Shallat     | Bob Fraser & Rob Dames                                                                 | 1988. november 4.  | 22,40 millió | 204           |
| 27.  | 5.  | Pokolcsengő (Jingle Hell)                                    | Peter Baldwin   | Marc Warren & Dennis Rinsler                                                           | 1988. november 11. | 21,70 millió | 205           |
| 28.  | 6.  | Beach Boy Bingó (Beach Boy Bingo)                            | Steve Zuckerman | Marc Warren & Dennis Rinsler                                                           | 1988. november 18. | 25,00 millió | 206           |
| 29.  | 7.  | Joey bekeményít (Joey Gets Tough)                            | Jeff Franklin   | Lenny Ripps                                                                            | 1988. november 25. | 23,20 millió | 207           |
| 30.  | 8.  | Keresztbe-kasul (Triple Date)                                | Peter Baldwin   | Jeff Franklin                                                                          | 1988. december 9.  | 24,00 millió | 208           |
| 31.  | 9.  | A legelső karácsonyi előadás (Our Very First Christmas Show) | John Bowab      | Kim Weiskopf                                                                           | 1988. december 16. | 20,00 millió | 209           |
| 32.  | 10. | A középső testvér (Middle Age Crazy)                         | Peter Baldwin   | Lawrence E. Hartstein & Richard H. Rossner                                             | 1989. január 6.    | 28,40 millió | 210           |
| 33.  | 11. | Szerelmi bonyodalmak (A Little Romance)                      | John Bowab      | Bob Fraser & Rob Dames                                                                 | 1989. január 13.   | 28,00 millió | 211           |
| 34.  | 12. | Ködbe veszve (Fogged In)                                     | Joel Zwick      | Kim Weiskopf                                                                           | 1989. január 20.   | 25,80 millió | 212           |
| 35.  | 13. | Dolgozó anyák (Working Mothers)                              | Peter Baldwin   | Jeff Franklin                                                                          | 1989. február 3.   | 26,60 millió | 213           |
| 36.  | 14. | Édességek kicsíny boltja (Little Shop of Sweaters)           | Peter Baldwin   | Lenny Ripps                                                                            | 1989. február 10.  | 24,60 millió | 214           |
| 37.  | 15. | Nagy utazás (Pal Joey)                                       | John Bowab      | Marc Warren & Dennis Rinsler                                                           | 1989. február 17.  | 26,10 millió | 215           |
| 38.  | 16. | Baby Love (Baby Love)                                        | Peter Baldwin   | Jeff Franklin                                                                          | 1989. február 24.  | 29,00 millió | 216           |
| 39.  | 17. | El Problema Grande de D.J. (El Problema Grande de D.J.)      | Bill Foster     | Bob Fraser & Rob Dames                                                                 | 1989. március 10.  | 23,10 millió | 217           |
| 40.  | 18. | Viszlát, Mr. Bear! (Goodbye Mr. Bear)                        | Jack Shea       | Kim Weiskopf & Jeff Franklin                                                           | 1989. március 24.  | 24,40 millió | 218           |
| 41.  | 19. | A múlt visszaüt (Blast from the Past)                        | Tom Rickard     | Lenny Ripps                                                                            | 1989. április 7.   | 21,50 millió | 219           |
| 42.  | 20. | Érted vagyok, bébi (I'm There for You, Babe)                 | Jack Shea       | Kim Weiskopf                                                                           | 1989. április 14.  | 23,60 millió | 220           |
| 43.  | 21. | Asszony, szerencse a neved, 1. rész (Luck Be a Lady, Part 1) | Bill Foster     | Történet: Bob Fraser & Rob Dames Tévéjáték: Marc Warren & Dennis Rinsler               | 1989. április 28.  | 23,30 millió | 221           |
| 44.  | 22. | Asszony, szerencse a neved, 2. rész (Luck Be a Lady, Part 2) | Bill Foster     | Történet: Bob Fraser & Rob Dames Tévéjáték: Lawrence E. Hartstein & Richard H. Rossner | 1989. május 5.     | 23,80 millió | 222           |

### 3. évad (1989-1990)
| Sor. | Év. | Cím                                                                     | Rendező       | Író                                            | Premier              | Nézettség    | Gyártási szám |
| ---- | --- | ----------------------------------------------------------------------- | ------------- | ---------------------------------------------- | -------------------- | ------------ | ------------- |
| 45.  | 1.  | Tanner-sziget (Tanner's Island)                                         | Bill Foster   | Jeff Franklin                                  | 1989. szeptember 22. | 24,30 millió | 301           |
| 46.  | 2.  | Vissza a suliba blues (Back to School Blues)                            | Bill Foster   | Jeff Franklin                                  | 1989. szeptember 29. | 23,50 millió | 302           |
| 47.  | 3.  | Szakítani nehéz (Breaking Up Is Hard to Do (in 22 Minutes))             | Bill Foster   | Jeff Franklin                                  | 1989. október 6.     | 24,70 millió | 303           |
| 48.  | 4.  | Micsoda nap ez a mai! (Nerd for a Day)                                  | Bill Foster   | Lenny Ripps                                    | 1989. október 13.    | 23,00 millió | 304           |
| 49.  | 5.  | Granny Tanny (Granny Tanny)                                             | Bill Foster   | Marc Warren & Dennis Rinsler                   | 1989. október 20.    | 25,30 millió | 305           |
| 50.  | 6.  | Sztár kerestetik (Star Search)                                          | Bill Foster   | Kim Weiskopf                                   | 1989. november 3.    | 25,90 millió | 306           |
| 51.  | 7.  | Minek nevezzelek? (And They Call It Puppy Love)                         | Bill Foster   | Rob Dames                                      | 1989. november 10.   | 25,00 millió | 307           |
| 52.  | 8.  | Válóperes bíróság (Divorce Court)                                       | Jeff Franklin | Marc Warren & Dennis Rinsler                   | 1989. november 17.   | 24,10 millió | 308           |
| 53.  | 9.  | Dr. bátor kereket old (Dr. Dare Rides Again)                            | Bill Foster   | Rob Dames                                      | 1989. november 24.   | 23,50 millió | 309           |
| 54.  | 10. | Szülinap a köbön (Aftershocks)                                          | Bill Foster   | Jeff Franklin & Lenny Ripps                    | 1989. december 1.    | 26,10 millió | 310           |
| 55.  | 11. | Eső után köpönyeg (The Greatest Birthday on Earth)                      | Bill Foster   | Jeff Franklin                                  | 1989. december 8.    | 26,30 millió | 311           |
| 56.  | 12. | Joey & Stacey és...Jézusom, Jesse (Joey & Stacey and...Oh, Yeah, Jesse) | Bill Foster   | Doug McIntyre                                  | 1989. december 15.   | 20,90 millió | 312           |
| 57.  | 13. | A kis jobbos (No More Mr. Dumb Guy)                                     | Bill Foster   | Marc Warren & Dennis Rinsler                   | 1990. január 5.      | 26,60 millió | 313           |
| 58.  | 14. | Egy bébiszitter bizottságai (Misadventures in Babysitting)              | Bill Foster   | Shari Scharfer & Julie Strassman               | 1990. január 12.     | 27,00 millió | 314           |
| 59.  | 15. | Bokáig a jóban (Lust in the Dust)                                       | Tom Rickard   | Bobby Fine & Gigi Vorgan                       | 1990. január 26.     | 27,70 millió | 315           |
| 60.  | 16. | Szállj. szállj, madár (Bye, Bye Birdie)                                 | Jeff Franklin | Lenny Ripps                                    | 1990. február 2.     | 26,20 millió | 316           |
| 61.  | 17. | 13 gyertya (13 Candles)                                                 | Bill Foster   | Kim Weiskopf                                   | 1990. február 9.     | 26,00 millió | 317           |
| 62.  | 18. | Tojásfej (Mr. Egghead)                                                  | Bill Foster   | Rob Dames                                      | 1990. február 16.    | 25,60 millió | 318           |
| 63.  | 19. | Ezek, nem a mi napjaink (Those Better Not Be the Days)                  | Bill Foster   | Marc Warren & Dennis Rinsler                   | 1990. február 23.    | 25,10 millió | 319           |
| 64.  | 20. | Drágám, a kölykök tönkrementek! (Honey, I Broke the House)              | Bill Foster   | Kim Weiskop                                    | 1990. március 9.     | 26,20 millió | 320           |
| 65.  | 21. | Csak mondj, nemet! (Just Say No Way)                                    | Jeff Franklin | Jeff Franklin                                  | 1990. március 30.    | 23,50 millió | 321           |
| 66.  | 22. | Három férfi és még egy bébi (Three Men and Another Baby)                | Bill Foster   | Lenny Ripps                                    | 1990. április 13.    | 21,90 millió | 322           |
| 67.  | 23. | Újra együtt a testvériségben! (Fraternity Reunion)                      | Bill Foster   | David Ketchum & Tony DiMarco                   | 1990. április 27.    | 20,30 millió | 323           |
| 68.  | 24. | Minden munka gyermekünk (Our Very First Telethon)                       | Bill Foster   | Lenny Ripps & Shari Scharfer & Julie Strassman | 1990. május 4.       | 20,70 millió | 324           |

### 4. évad (1990-1991)
| Sor. | Év. | Cím                                                     | Rendező    | Író                                                              | Premier              | Nézettség    | Gyártási szám |
| ---- | --- | ------------------------------------------------------- | ---------- | ---------------------------------------------------------------- | -------------------- | ------------ | ------------- |
| 69.  | 1.  | Görög hét (Greek Week)                                  | Joel Zwick | Jeff Franklin                                                    | 1990. szeptember 21. | 23,10 millió | 401           |
| 70.  | 2.  | Michelle vétkei (Crimes and Michelle's Demeanor)        | Joel Zwick | Scott Spencer Gorden                                             | 1990. szeptember 28. | 22,20 millió | 402           |
| 71.  | 3.  | Az I.Q. ember (The I.Q. Man)                            | Joel Zwick | Marc Warren & Dennis Rinsler                                     | 1990. október 5.     | 23,10 millió | 403           |
| 72.  | 4.  | Züm züm party (Slumber Party)                           | Joel Zwick | Martie Cook                                                      | 1990. október 12.    | 23,40 millió | 404           |
| 73.  | 5.  | Van egy jó hírem, és egy rossz! (Good News, Bad News)   | Joel Zwick | Ellen Guylas                                                     | 1990. október 19.    | 22,10 millió | 405           |
| 74.  | 6.  | Szemet szemért (A Pinch for a Pinch)                    | Joel Zwick | Charles A. Pratt, Jr.                                            | 1990. október 26.    | 24,50 millió | 406           |
| 75.  | 7.  | Viva Las Joey (Viva Las Joey)                           | Joel Zwick | Marc Warren & Dennis Rinsler                                     | 1990. november 2.    | 24,30 millió | 407           |
| 76.  | 8.  | Szedd össze magad! (Shape Up)                           | Joel Zwick | Jeff Franklin                                                    | 1990. november 9.    | 26,00 millió | 408           |
| 77.  | 9.  | Az utolsó csók (One Last Kiss)                          | Joel Zwick | Leslie Ray & David Steven Simon                                  | 1990. november 16.   | 26,60 millió | 409           |
| 78.  | 10. | Terror (Terror in Tanner Town)                          | Joel Zwick | Boyd Hale                                                        | 1990. november 23.   | 25,10 millió | 410           |
| 79.  | 11. | A titkos hódoló (Secret Admirer)                        | Joel Zwick | Ellen Guylas                                                     | 1990. december 7.    | 23,90 millió | 411           |
| 80.  | 12. | Danny papa a parancsnok (Danny in Charge)               | Joel Zwick | Történet: Stacey Hur Tévéjáték: Boyd Hale & Scott Spencer Gorden | 1990. december 14.   | 18,80 millió | 412           |
| 81.  | 13. | Boldog új évet! (Happy New Year)                        | Joel Zwick | Jeff Franklin                                                    | 1990. december 28.   | 28,30 millió | 413           |
| 82.  | 14. | A dolgozó lány (Working Girl)                           | Joel Zwick | Marc Warren & Dennis Rinsler                                     | 1991. január 4.      | 27,70 millió | 414           |
| 83.  | 15. | Azok, a barna szemek (Ol' Brown Eyes)                   | Joel Zwick | Ellen Guylas & Boyd Hale                                         | 1991. január 11.     | 29,00 millió | 415           |
| 84.  | 16. | A pápaszemes kígyó (Stephanie Gets Framed)              | Joel Zwick | Doug McIntyre                                                    | 1991. január 25.     | 28,40 millió | 416           |
| 85.  | 17. | A hal neve Martin (A Fish Called Martin)                | Joel Zwick | Leslie Ray & David Steven Simon                                  | 1991. február 1.     | 26,60 millió | 417           |
| 86.  | 18. | Esküvői előkészületek, 1. rész (The Wedding, Part 1)    | Joel Zwick | Jeff Franklin                                                    | 1991. február 8.     | 27,70 millió | 418           |
| 87.  | 19. | Esküvői előkészületek, 2. rész (The Wedding, Part 2)    | Joel Zwick | Jeff Franklin                                                    | 1991. február 15.    | 30,60 millió | 419           |
| 88.  | 20. | Még jobban bír-lak (Még mindig Bír-lak) (Fuller House)  | Joel Zwick | Leslie Ray & David Steven Simon                                  | 1991. február 22.    | 29,30 millió | 420           |
| 89.  | 21. | A lyuk talanitó brigád (The Hole-in-the-Wall Gang)      | Joel Zwick | Craig Heller & Guy Schulman                                      | 1991. március 1.     | 29,90 millió | 421           |
| 90.  | 22. | Stephanie beveti magát (Stephanie Plays the Field)      | Joel Zwick | Mark Fink                                                        | 1991. március 8.     | 28,10 millió | 422           |
| 91.  | 23. | Joey Hollywoodba megy (Joey Goes Hollywood)             | Joel Zwick | Leslie Ray & David Steven Simon                                  | 1991. március 29.    | 27,10 millió | 423           |
| 92.  | 24. | A lányoknak szórakozás kell (Girls Just Wanna Have Fun) | Joel Zwick | Marc Warren & Dennis Rinsler                                     | 1991. április 1.     | 25,50 millió | 424           |
| 93.  | 25. | A végzősök (The Graduates)                              | Joel Zwick | Ellen Guylas                                                     | 1991. április 26.    | 23,10 millió | 425           |
| 94.  | 26. | Bölcső a házban (Rock the Cradle)                       | Joel Zwick | Boyd Hale                                                        | 1991. május 3.       | 23,80 millió | 426           |

### 5. évad (1991-1992)
| Sor. | Év. | Cím                                                                   | Rendező       | Író                                                        | Premier              | Nézettség    | Gyártási szám |
| ---- | --- | --------------------------------------------------------------------- | ------------- | ---------------------------------------------------------- | -------------------- | ------------ | ------------- |
| 95.  | 1.  | Te jó ég,ikrek! (Double Trouble)                                      | Joel Zwick    | Jeff Franklin                                              | 1991. szeptember 17. | 26,90 millió | 501           |
| 96.  | 2.  | Michelle kis kerítőnő (Matchmaker Michelle)                           | Joel Zwick    | Ellen Guylas                                               | 1991. szeptember 24. | 27,70 millió | 502           |
| 97.  | 3.  | Vidd a tesóm (Take My Sister, Please)                                 | Joel Zwick    | Marc Warren & Dennis Rinsle                                | 1991. október 1.     | 26,10 millió | 503           |
| 98.  | 4.  | Pletyka (Oh Where, Oh Where Has My Little Girl Gone?)                 | Joel Zwick    | Mark Fink                                                  | 1991. október 8.     | 25,40 millió | 504           |
| 99.  | 5.  | A király és én (The King and I)                                       | Joel Zwick    | David Pollock & Elias Davis                                | 1991. október 15.    | 25,40 millió | 505           |
| 100. | 6.  | Joe erdő legendája (The Legend of Ranger Joe)                         | Joel Zwick    | Boyd Hale                                                  | 1991. október 22.    | 27,60 millió | 506           |
| 101. | 7.  | Az önkéntes (The Volunteer)                                           | Joel Zwick    | Marc Warren & Dennis Rinsler                               | 1991. október 29.    | 26,90 millió | 507           |
| 102. | 8.  | Táncőrület (Gotta Dance)                                              | Joel Zwick    | Stacey Hur                                                 | 1991. november 5.    | 27,30 millió | 508           |
| 103. | 9.  | Boldog születésnapot, babák, 1. rész (Happy Birthday, Babies, Part 1) | Jeff Franklin | Jeff Franklin                                              | 1991. november 12.   | 35,70 millió | 509           |
| 104. | 10. | Boldog születésnapot, babák, 2. rész (Happy Birthday, Babies, Part 2) | Joel Zwick    | Jeff Franklin                                              | 1991. november 12.   | 35,70 millió | 510           |
| 105. | 11. | Ki kicsoda? (Nicky and/or Alexander)                                  | Joel Zwick    | Ellen Guylas                                               | 1991. november 19.   | 30,00 millió | 511           |
| 106. | 12. | A hónap agglegénye (Bachelor of the Month)                            | Joel Zwick    | Tom Burkhard                                               | 1991. november 26.   | 27,90 millió | 512           |
| 107. | 13. | Szelíd bicajos (Easy Rider)                                           | Joel Zwick    | Történet: Martie Cook Tévéjáték: Jeff Schimmel             | 1991. december 3.    | 30,60 millió | 513           |
| 108. | 14. | Bűntársak a moziban (Sisters in Crime)                                | Joel Zwick    | Boyd Hale                                                  | 1991. december 17.   | 27,90 millió | 514           |
| 109. | 15. | Játszd újra, Jesse! (Play It Again, Jesse)                            | Joel Zwick    | Marc Warren & Dennis Rinsler                               | 1992. január 7.      | 29,50 millió | 515           |
| 110. | 16. | Dallos Szülinap (Crushed)                                             | Joel Zwick    | Diana "Jennie" Ayers & Susan Sebastian                     | 1992. január 14.     | 30,30 millió | 516           |
| 111. | 17. | Betűvarázs (Spellbound)                                               | Joel Zwick    | Marc Warren & Dennis Rinsler                               | 1992. január 28.     | 28,20 millió | 517           |
| 112. | 18. | Majomkodás (Too Much Monkey Business)                                 | Joel Zwick    | David Pollock                                              | 1992. február 11.    | 25,80 millió | 518           |
| 113. | 19. | Büntiben (The Devil Made Me Do It)                                    | Joel Zwick    | Történet: Nicolas Wall & Jane Paris Tévéjáték: Elias Davis | 1992. február 18.    | 28,60 millió | 519           |
| 114. | 20. | Miss D.J. sofőrje (Driving Miss D.J.)                                 | Joel Zwick    | Mark Fink                                                  | 1992. február 25.    | 26,80 millió | 520           |
| 115. | 21. | Enyém, a tiéd és a miénk (Yours, Mine, and Ours)                      | Bill Petty    | Stacey Hur                                                 | 1992. március 3.     | 29,00 millió | 521           |
| 116. | 22. | Tisztaságmánia (The Trouble with Danny)                               | Joel Zwick    | Ellen Guylas & David Pollock                               | 1992. március 17.    | 28,90 millió | 522           |
| 117. | 23. | Öt már sokk (Five's a Crowd)                                          | Joel Zwick    | Ellen Guylas                                               | 1992. március 31.    | 27,30 millió | 523           |
| 118. | 24. | Fiús lány? (Girls Will Be Boys)                                       | Joel Zwick    | Tom Burkhard & Stacey Hur                                  | 1992. április 28.    | 23,70 millió | 524           |
| 119. | 25. | Jesse a sztár, 1. rész (Captain Video, Part 1)                        | Joel Zwick    | Mark Fink & Boyd Hale                                      | 1992. május 12.      | 24,90 millió | 525           |
| 120. | 26. | Jesse a sztár, 2. rész (Captain Video, Part 2)                        | Joel Zwick    | Marc Warren & Dennis Rinsler                               | 1992. május 12.      | 21,40 millió | 526           |

### 6. évad (1992-1993)
| Sor. | Év. | Cím                                                             | Rendező         | Író                                                            | Premier              | Nézettség    | Gyártási szám |
| ---- | --- | --------------------------------------------------------------- | --------------- | -------------------------------------------------------------- | -------------------- | ------------ | ------------- |
| 121. | 1.  | Potyautasok (Come Fly with Me)                                  | Joel Zwick      | Marc Warren & Dennis Rinsler                                   | 1992. szeptember 22. | 25,30 millió | 601           |
| 122. | 2.  | Hosszú búcsú (The Long Goodbye)                                 | Joel Zwick      | Ellen Guylas                                                   | 1992. szeptember 29. | 24,00 millió | 602           |
| 123. | 3.  | A Tokyo turné (Road to Tokyo)                                   | Joel Zwick      | Ken Hecht                                                      | 1992. október 6.     | 26,10 millió | 603           |
| 124. | 4.  | Rádiós meló (Radio Days)                                        | Richard Correll | Tom Burkhard                                                   | 1992. október 13.    | 22,30 millió | 604           |
| 125. | 5.  | Új szerelem (Lovers and Other Tanners)                          | Joel Zwick      | Jay Abramowitz                                                 | 1992. október 20.    | 24,30 millió | 605           |
| 126. | 6.  | A vén diák (Educating Jesse)                                    | Joel Zwick      | Tom Burkhard                                                   | 1992. október 27.    | 24,90 millió | 606           |
| 127. | 7.  | Ikreknek áll a világ (Trouble in Twin Town)                     | Joel Zwick      | Ellen Guylas                                                   | 1992. november 10.   | 24,40 millió | 607           |
| 128. | 8.  | A világot jelentő deszkák (The Play's the Thing)                | Joel Zwick      | Tom Amundsen                                                   | 1992. november 17.   | 25,60 millió | 608           |
| 129. | 9.  | Öregfiúk (Nice Guys Finish First)                               | Joel Zwick      | Jamie Tatham & Chuck Tatham                                    | 1992. november 24.   | 25,80 millió | 609           |
| 130. | 10. | Elbaltázott füllyukasztás (I'm Not D.J.)                        | Richard Correll | Sarit Katz & Gloria Ketterer                                   | 1992. december 1.    | 25,90 millió | 610           |
| 131. | 11. | Az anyósjelölt (Designing Mothers)                              | Joel Zwick      | Sarit Katz & Gloria Ketterer                                   | 1992. december 8.    | 24,80 millió | 611           |
| 132. | 12. | Zűrös Karácsony (A Very Tanner Christmas)                       | Joel Zwick      | Jay Abramowitz                                                 | 1992. december 15.   | 24,10 millió | 612           |
| 133. | 13. | Próba randi (The Dating Game)                                   | Joel Zwick      | Jerry Winnick                                                  | 1993. január 5.      | 27,30 millió | 613           |
| 134. | 14. | Elfelejtett szülinap (Birthday Blues)                           | John Tracy      | Mark Fink                                                      | 1993. január 12.     | 25,10 millió | 614           |
| 135. | 15. | Zsenik ovit keresnek (Be True to Your Preschool)                | Joel Zwick      | Tom Amundsen                                                   | 1993. január 19.     | n.a          | 615           |
| 136. | 16. | Szerelmi csalódás (The Heartbreak Kid)                          | Joel Zwick      | Cathy Jung                                                     | 1993. február 9.     | 25,40 millió | 616           |
| 137. | 17. | Hallgatni nem mindig arany (Silence Is Not Golden)              | Joel Zwick      | Ken Hecht                                                      | 1993. február 16.    | 27,60 millió | 617           |
| 138. | 18. | Dinó rombolok (Please Don't Touch the Dinosaur)                 | John Tracy      | Jamie Tatham & Chuck Tatham                                    | 1993. február 23.    | 28,30 millió | 618           |
| 139. | 19. | Metró csapda (Subterranean Graduation Blues)                    | John Tracy      | Történet: Marc Warren & Dennis Rinsler Tévéjáték: Tom Burkhard | 1993. március 2.     | 25,60 millió | 619           |
| 140. | 20. | Ajándék kocsinak ne nézz add (Grand Gift Auto)                  | John Tracy      | Ellen Guylas                                                   | 1993. március 16.    | 26,30 millió | 620           |
| 141. | 21. | Család tervezés? (Room for One More?)                           | Tom Rickard     | Történet: Marc Warren & Dennis Rinsler Tévéjáték: Stacey Hur   | 1993. április 6.     | 20,90 millió | 621           |
| 142. | 22. | Randi a korzó (Prom Night)                                      | Joel Zwick      | Adrienne Armstrong & Martie Cook                               | 1993. május 4.       | 20,20 millió | 622           |
| 143. | 23. | Egy kis kiruccanás, 1. rész (The House Meets the Mouse, Part 1) | Joel Zwick      | Marc Warren & Dennis Rinsler                                   | 1993. május 11.      | 18,70 millió | 623           |
| 144. | 24. | Egy kis kiruccanás, 2. rész (The House Meets the Mouse, Part 2) | Joel Zwick      | Marc Warren & Dennis Rinsler                                   | 1993. május 18.      | 22,40 millió | 624           |

### 7. évad (1993-1994)
| Sor. | Év. | Cím                                                   | Rendező       | Író                                                                                              | Premier              | Nézettség    | Gyártási szám |
| ---- | --- | ----------------------------------------------------- | ------------- | ------------------------------------------------------------------------------------------------ | -------------------- | ------------ | ------------- |
| 145. | 1.  | Viharos éjszaka (It Was a Dark and Stormy Night)      | John Tracy    | Marc Warren & Dennis Rinsler                                                                     | 1993. szeptember 14. | 17,80 millió | 701           |
| 146. | 2.  | Legénylakás (The Apartment)                           | John Tracy    | Tom Burkhard                                                                                     | 1993. szeptember 21. | 17,60 millió | 702           |
| 147. | 3.  | Foci a köbön (Wrong-Way Tanner)                       | John Tracy    | Jamie Tatham & Chuck Tatham                                                                      | 1993. szeptember 28. | 19,20 millió | 703           |
| 148. | 4.  | Nevelési tanácsadó (Tough Love)                       | Joel Zwick    | Ellen Guylas                                                                                     | 1993. október 5.     | 23,70 millió | 704           |
| 149. | 5.  | Nagymenők (Fast Friends)                              | John Tracy    | Bob Sand                                                                                         | 1993. október 12.    | 23,90 millió | 705           |
| 150. | 6.  | Tini-Klub (Smash Club: The Next Generation)           | John Tracy    | Carolyn Omine                                                                                    | 1993. október 19.    | 22,30 millió | 706           |
| 151. | 7.  | Menni vagy felnőni (High Anxiety)                     | John Tracy    | Tom Amundsen                                                                                     | 1993. október 26.    | 23,10 millió | 707           |
| 152. | 8.  | A nyitó buli (Another Opening, Another No Show)       | Joel Zwick    | Történet: Elias Davis Tévéjáték: Tom Burkhard                                                    | 1993. november 2.    | 20,80 millió | 708           |
| 153. | 9.  | Az orrszarvú napja (The Day of the Rhino)             | James O'Keefe | Adam I. Lapidus                                                                                  | 1993. november 9.    | 25,50 millió | 709           |
| 154. | 10. | Játszunk kémendist (The Prying Game)                  | John Tracy    | Ellen Guylas                                                                                     | 1993. november 16.   | 23,90 millió | 710           |
| 155. | 11. | Biciklitolvajok (The Bicycle Thief)                   | John Tracy    | Chuck Tatham & Jamie Tatham                                                                      | 1993. november 23.   | 21,60 millió | 711           |
| 156. | 12. | Ikres szülőknek lenni jó (Support Your Local Parents) | James O'Keefe | Bob Sand                                                                                         | 1993. november 30.   | 24,00 millió | 712           |
| 157. | 13. | A tökéletes szülök (The Perfect Couple)               | John Tracy    | Marc Warren & Dennis Rinsler                                                                     | 1993. december 14.   | 19,50 millió | 713           |
| 158. | 14. | Gonosz pletyka (Is It True About Stephanie?)          | Joel Zwick    | Carolyn Omine                                                                                    | 1994. január 4.      | 25,80 millió | 714           |
| 159. | 15. | Rettegjetek szabálysértők! (The Test)                 | John Tracy    | Dan Chasin & Linda Lane                                                                          | 1994. január 11.     | 21,80 millió | 715           |
| 160. | 16. | Poén gyáros barátnő (Joey's Funny Valentine)          | John Tracy    | Adam I. Lapidus                                                                                  | 1994. január 25.     | 25,30 millió | 716           |
| 161. | 17. | Az utolsó tánc (The Last Dance)                       | John Tracy    | Tom Amundsen                                                                                     | 1994. február 8.     | 26,60 millió | 717           |
| 162. | 18. | Sunyi a cousin (Kissing Cousins)                      | John Tracy    | Tom Burkhard                                                                                     | 1994. február 15.    | 22,60 millió | 718           |
| 163. | 19. | Szakíts, ha bírsz (Love on the Rocks)                 | Tom Rickard   | Ellen Guylas                                                                                     | 1994. március 1.     | 22,90 millió | 719           |
| 164. | 20. | A lejtő derbi (Michelle a la Carte)                   | John Tracy    | Cathy Jung                                                                                       | 1994. március 15.    | 22,30 millió | 720           |
| 165. | 21. | Két barát között (Be Your Own Best Friend)            | Joel Zwick    | Történet: Marc Warren & Dennis Rinsler Tévéjáték: Tom Amundsen & Ellen Guylas                    | 1994. április 5.     | 19,80 millió | 721           |
| 166. | 22. | Randi parti (A Date with Fate)                        | Joel Zwick    | Történet: Marc Warren & Dennis Rinsler Tévéjáték: Bob Sand & Chuck Tatham & Jamie Tatham         | 1994. május 3.       | 16,70 millió | 722           |
| 167. | 23. | A választási kampány (Too Little Richard Too Late)    | John Tracy    | Történet: Marc Warren & Dennis Rinsler Tévéjáték: Elias Davis                                    | 1994. május 10.      | 17,00 millió | 723           |
| 168. | 24. | Ez a ház nem eladó (A House Divided)                  | Joel Zwick    | Történet: Marc Warren & Dennis Rinsler Tévéjáték: Tom Burkhard & Adam I. Lapidus & Carolyn Omine | 1994. május 17.      | 16,30 millió | 724           |

### 8. évad (1994-1995)
| Sor. | Év. | Cím                                                             | Rendező       | Író                                                                               | Premier              | Nézettség    | Gyártási szám |
| ---- | --- | --------------------------------------------------------------- | ------------- | --------------------------------------------------------------------------------- | -------------------- | ------------ | ------------- |
| 169. | 1.  | Lompos nagy kalandja (Comet's Excellent Adventure)              | Joel Zwick    | Marc Warren & Dennis Rinsler                                                      | 1994. szeptember 27. | 20,40 millió | 801           |
| 170. | 2.  | Oviapu (Breaking Away)                                          | Joel Zwick    | Tom Amundsen                                                                      | 1994. október 4.     | 19,40 millió | 802           |
| 171. | 3.  | A csók parti (Making Out Is Hard to Do)                         | Joel Zwick    | Carolyn Omine                                                                     | 1994. október 11.    | 18,60 millió | 803           |
| 172. | 4.  | Van egy titkom (I've Got a Secret)                              | Joel Zwick    | Ellen Guylas                                                                      | 1994. október 18.    | 18,80 millió | 804           |
| 173. | 5.  | Joey tanár úr (To Joey, With Love)                              | Joel Zwick    | Jamie Tatham & Chuck Tatham                                                       | 1994. október 25.    | 19,30 millió | 805           |
| 174. | 6.  | Szamár lakótárs (You Pet It, You Bought It)                     | Joel Zwick    | Greg Fields                                                                       | 1994. november 1.    | 21,30 millió | 806           |
| 175. | 7.  | Ismét turné (On the Road Again)                                 | Tom Rickard   | Ellen Guylas                                                                      | 1994. november 8.    | 14,40 millió | 807           |
| 176. | 8.  | Veszélyelhárítás (Claire and Present Danger)                    | Joel Zwick    | Tom Amundsen                                                                      | 1994. november 22.   | 20,40 millió | 808           |
| 177. | 9.  | Stephanie ébredése (Stephanie's Wild Ride)                      | John Tracy    | Adam I. Lapidus                                                                   | 1994. november 29.   | 19,10 millió | 809           |
| 178. | 10. | Kimmy kirúg a hámból (Under the Influence)                      | John Tracy    | Adam I. Lapidus                                                                   | 1994. december 6.    | 21,80 millió | 810           |
| 179. | 11. | A legbénább ajándék (Arrest Ye Merry Gentlemen)                 | John Tracy    | Carolyn Omine                                                                     | 1994. december 13.   | 20,60 millió | 811           |
| 180. | 12. | D.J. választása (D.J.'s Choice)                                 | John Tracy    | Mark Fink                                                                         | 1995. január 3.      | 21,60 millió | 812           |
| 181. | 13. | A producer (The Producer)                                       | James O'Keefe | Diana Darby                                                                       | 1995. január 10.     | 20,80 millió | 813           |
| 182. | 14. | Fociőrültek (Super Bowl Fun Day)                                | Joel Zwick    | Jamie Tatham & Chuck Tatham                                                       | 1995. január 25.     | 18,70 millió | 814           |
| 183. | 15. | Órjásláb (My Left and Right Foot)                               | Tom Rickard   | Ellen Guylas                                                                      | 1995. január 31.     | 18,20 millió | 815           |
| 184. | 16. | Jesse és a palánk (Air Jesse)                                   | Joel Zwick    | Laurie Parres                                                                     | 1995. február 7.     | 20,90 millió | 816           |
| 185. | 17. | Szerelmi ügyek (Dateless in San Francisco)                      | Joel Zwick    | Greg Fields                                                                       | 1995. február 14.    | 17,30 millió | 817           |
| 186. | 18. | We Got the Beat                                                 | John Tracy    | Marc Warren & Dennis Rinsler                                                      | 1995. február 21.    | 18,20 millió | 818           |
| 187. | 19. | Álom és valóság (Taking the Plunge)                             | John Tracy    | Tom Amundsen                                                                      | 1995. február 28.    | 20,50 millió | 819           |
| 188. | 20. | Diákcsíny? (Up on the Roof)                                     | John Tracy    | Történet: David Valliere Tévéjáték: Matt Miller & Barrie Nedler                   | 1995. március 14.    | 19,60 millió | 820           |
| 189. | 21. | Egy bátor ugrás (Leap of Faith)                                 | Joel Zwick    | Chuck Tatham & Jamie Tatham                                                       | 1995. március 21.    | 18,90 millió | 821           |
| 190. | 22. | A füstbe ment randi (All Stood Up)                              | Joel Zwick    | Történet: Marc Warren & Dennis Rinsler Tévéjáték: Carolyn Omine & Adam I. Lapidus | 1995. április 4.     | 18,20 millió | 822           |
| 191. | 23. | Minden jó, ha jó a vége, 1. rész (Michelle Rides Again, part 1) | Joel Zwick    | Történet: Marc Warren & Dennis Rinsler Tévéjáték: Adam I. Lapidus                 | 1995. május 23.      | 24,30 millió | 823           |
| 192. | 24. | Minden jó, ha jó a vége, 2. rész (Michelle Rides Again, part 2) | Joel Zwick    | Történet: Marc Warren & Dennis Rinsler Tévéjáték: Carolyn Omine                   | 1995. május 23.      | 24,30 millió | 824           |